# Miguel Enrico
Miguel Ángel Enrico (ur. w 1903) – argentyński lekkoatleta, sprinter. Uczestnik Igrzysk Olimpijskich 1924 i mistrz Ameryki Południowej w biegu na 100 m z 1924 roku.
Podczas Igrzysk Olimpijskich w Paryżu w 1924 roku uczestniczył w biegu na 100 metrów. W swoim biegu eliminacyjnym zajął ostatnie, 6. miejsce i odpadł z rywalizacji.
Zawodnik zdobył złoty medal w biegu na 100 metrów podczas lekkoatletycznych mistrzostw Ameryki Południowej w 1924 roku.
Rekord życiowy zawodnika w biegu na 100 metrów wynosi 10,9 s. Wynik ten został osiągnięty w 1924 roku.